# Ko de mondo
Ko de mondo è il primo album in studio del gruppo musicale italiano Consorzio Suonatori Indipendenti, pubblicato nel 1994 da I dischi del mulo.

## Descrizione
Lo scenario era cambiato: non più l'Impero Sovietico ma l'Europa e tutti i luoghi in cui finisce l'idea d'Europa. Ko de Mondo per noi vuol dire fine della terra. In realtà Codemondo è un paesino in provincia di Reggio Emilia, il cui nome significa capo del mondo.
Scritto così può anche voler dire k.o. del mondo: il mondo occidentale al tappeto.»
(Giovanni Lindo Ferretti)
Come recitano le note di copertina, è stato composto, concepito, arrangiato, suonato e registrato nei mesi di agosto e settembre 1993 nel manoir Le Prajou (nel comune di Saint-Jean-du-Doigt) di Finistère, Bretagna. Il nome è però una storpiatura di Codemondo, frazione di Reggio Emilia. Sul viaggio dei CSI in Francia è stata realizzata anche l'album video Ko de mondo, immagini sul finire della Terra.
Alla realizzazione dell'album hanno contribuito Giovanni Lindo Ferretti (canto), Massimo Zamboni (chitarre armoniose, grattugie), Giorgio Canali (chitarre disturbate), Francesco Magnelli (magnellophoni), Gianni Maroccolo (basso elettrico), Alessandro Gerby (percussioni), Pino Gulli (batteria), Corale Mistica dell'Appennino Tosco Emiliano (cori, in realtà si tratta dei componenti della band), Ginevra Di Marco (voce in La lune du Prajou e Home sweet home) e Marco Parente (percussioni in Del mondo).

## Tracce
Testi di Giovanni Lindo Ferretti, musiche di Massimo Zamboni, Francesco Magnelli e Gianni Maroccolo.
1. A tratti – 6:47
2. Palpitazione tenue – 4:10
3. Celluloide – 2:39
4. Del mondo – 4:41
5. Home Sweet Home – 3:39
6. Intimisto – 4:21
7. Occidente – 4:26
8. Memorie di una testa tagliata – 6:38
9. Finistère – 4:01
10. La lune du Prajou – 3:26
11. In viaggio – 4:57
12. Fuochi nella notte – 4:56

## Formazione
- Giovanni Lindo Ferretti - voce
- Massimo Zamboni - chitarre
- Giorgio Canali - chitarra, cori, voce
- Gianni Maroccolo - basso, chitarra acustica
- Francesco Magnelli - tastiere
- Pino Gulli - batteria
- Ginevra Di Marco - voce, cori
- Alessandro Gerby - percussioni